# 一宮市木曽川文化会館
一宮市木曽川文化会館（いちのみやしきそがわぶんかかいかん）は、愛知県一宮市にある文化施設。

## 概要
市民の文化活動の推進及び教養の向上を図るために設置された施設である。2016年（平成28年）10月開館。
施設内のホールは開館当初からネーミングライツが導入され、尾西信用金庫が取得。尾西信金ホールの愛称がある。
一宮市役所木曽川庁舎（旧・木曽川町役場）に隣接している。木曽川文化会館の建設に伴い木曽川庁舎の1階も改修され、木曽川文化会館の一部（練習室、楽屋など）となっている。

## 施設概要

### ホール
愛称は尾西信金ホール
- 客席：292席[3]
- 舞台（幅：12.5 m、奥行：7.5 m、高さ：6.5 m）[3]
- 楽屋：2室[3]

### その他
- 練習室：3室[4]

## 利用案内
- 利用時間：8:30 - 21:30[1][5]
- 休館日：第2・4火曜日（その日が国民の祝日に当たるときは、その日の翌日以後に到来する最初の休日でない日）、年末年始（12月29日 - 1月3日）[1][5]

## 交通アクセス

### 公共交通機関
- 名鉄名古屋本線 新木曽川駅下車、徒歩で約12分。
- i-バス：一宮コース（系統番号：138）「木曽川庁舎」バス停下車、徒歩ですぐ。
- 名鉄バス：一宮・イオン木曽川線「木曽川庁舎」バス停下車、徒歩ですぐ。
  - 名鉄名古屋本線・尾西線、JR東海道本線 尾張一宮駅より一宮駅バスターミナルから【15】イオンモール木曽川行きに乗車。

### 自動車
- 東海北陸自動車道 一宮木曽川インターチェンジより自動車で約5分。
- 駐車場は一宮市役所木曽川庁舎駐車場のうち西側駐車場（245台）を利用[5]。

## 周辺
- 一宮市役所 木曽川庁舎
- 新木曽川駅
- 木曽川郵便局
- ナフコ不二屋 木曽川店